# Aeroportul Mingan
Aeroportul Mingan (IATA: YLP, ICAO: CYLP) este un aeroport din Provincia Québec, Canada.
aeroportul dispune de o singură pistă.